# Canton d'Oraison
Le canton d'Oraison est une circonscription électorale française du département des Alpes-de-Haute-Provence, créée par le décret du 24 février 2014 et entrant en vigueur lors des élections départementales de 2015.

## Histoire
Un nouveau découpage territorial des Alpes-de-Haute-Provence entre en vigueur en mars 2015, défini par le décret du 24 février 2014, en application des lois du 17 mai 2013 (loi organique 2013-402 et loi 2013-403). Les conseillers départementaux sont, à compter de ces élections, élus au scrutin majoritaire binominal mixte. Les électeurs de chaque canton élisent au Conseil départemental, nouvelle appellation du Conseil général, deux membres de sexe différent, qui se présentent en binôme de candidats. Les conseillers départementaux sont élus pour six ans au scrutin binominal majoritaire à deux tours, l'accès au second tour nécessitant 12,5 % des inscrits au premier tour. En outre la totalité des conseillers départementaux est renouvelée. Ce nouveau mode de scrutin nécessite un redécoupage des cantons dont le nombre est divisé par deux avec arrondi à l'unité impaire supérieure si ce nombre n'est pas entier impair, assorti de conditions de seuils minimaux. Dans les Alpes-de-Haute-Provence, le nombre de cantons passe ainsi de 30 à 15. Le canton d'Oraison fait partie des sept nouveaux cantons du département, les huit autres cantons portant la dénomination d'un ancien canton, mais avec des limites territoriales différentes.

## Géographie
Ce canton est organisé autour d'Oraison. Son altitude varie de 313 m (Villeneuve) à 824 m (Les Mées) pour une altitude moyenne de m.
| Nom de la commune | Alt. mini (m) | Alt. maxi (m) |
| ----------------- | ------------- | ------------- |
| Les Mées          | 348           | 824           |
| Oraison           | 323           | 645           |
| Villeneuve        | 313           | 600           |

## Représentation
| Période élective | Période élective | Mandat | Mandat   | Identité            | Nuance | Nuance | Qualité                                                      |
| ---------------- | ---------------- | ------ | -------- | ------------------- | ------ | ------ | ------------------------------------------------------------ |
| 2015             | 2021             | 2015   | 2021     | Guylaine Lefebvre   |        | DVD    | Cadre du secteur privé, conseillère municipale de Villeneuve |
| 2015             | 2021             | 2015   | 2021     | Serge Sardella      |        | DVD    | Ancien conseiller général du canton des Mées, Oraison        |
| 2021             | 2028             | 2021   | en cours | Marie-Claude Brusat |        | ECO    |                                                              |
| 2021             | 2028             | 2021   | en cours | Benoît Gauvan       |        | LREM   | Maire d'Oraison                                              |

### Résultats détaillés

#### Élections de mars 2015
À l'issue du premier tour des élections départementales de 2015, deux binômes sont en ballottage : Ghislaine Aubert et Bruno Papegaey (FN, 32,73 %) et Guylaine Lefebvre et Serge Sardella (DVD, 25,22 %). Le taux de participation est de 51,99 % (5 100 votants sur 9 809 inscrits) contre 55,34 % au niveau départemental et 50,17 % au niveau national.
Au second tour, Guylaine Lefebvre et Serge Sardella (DVD) sont élus avec 58,66 % des suffrages exprimés et un taux de participation de 53,33 % (2 805 voix pour 5 231 votants et 9 809 inscrits).
Guylaine Lefebvre et Serge Sardella sont membres du groupe Les Indépendants.

#### Élections de juin 2021
Le premier tour des élections départementales de 2021 est marqué par un très faible taux de participation (33,26 % au niveau national). Dans le canton d'Oraison, ce taux de participation est de 31,64 % (3 316 votants sur 10 481 inscrits) contre 40,72 % au niveau départemental. À l'issue de ce premier tour, deux binômes sont en ballottage : Marie-Claude Brusat et Benoît Gauvan (DVC, 33,86 %) et Gérard Paul et Paola Valenti (Union à gauche, 30,1 %).
Le second tour des élections est marqué une nouvelle fois par une abstention massive équivalente au premier tour. Les taux de participation sont de 34,3 % au niveau national, 42,59 % dans le département et 34,57 % dans le canton d'Oraison. Marie-Claude Brusat et Benoît Gauvan (DVC) sont élus avec 54,86 % des suffrages exprimés (1 801 voix pour 3 623 votants et 10 481 inscrits),,.

## Composition
Le canton d'Oraison est composé de trois communes entières.
| Nom                             | Code Insee | Intercommunalité                        | Superficie (km2) | Population (dernière pop. légale) | Densité (hab./km2) | Modifier                                    |
| ------------------------------- | ---------- | --------------------------------------- | ---------------- | --------------------------------- | ------------------ | ------------------------------------------- |
| Oraison (bureau centralisateur) | 04143      | CA Durance-Luberon-Verdon Agglomération | 38,42            | 6 042 (2022)                      | 157                | modifier les données · modifier les données |
| Les Mées                        | 04116      | CA Provence-Alpes Agglomération         | 65,40            | 3 992 (2022)                      | 61                 | modifier les données · modifier les données |
| Villeneuve                      | 04242      | CA Durance-Luberon-Verdon Agglomération | 25,55            | 4 386 (2022)                      | 172                | modifier les données · modifier les données |
| Canton d'Oraison                | 0410       |                                         | 129,37           | 14 420 (2022)                     | 111                | modifier les données                        |

## Démographie
En 2022, le canton comptait 14 420 habitants, en évolution de +4,85 % par rapport à 2016 (Alpes-de-Haute-Provence : +2,84 %, France hors Mayotte : +2,11 %).
| 2013   | 2018   | 2022   |
| ------ | ------ | ------ |
| 13 189 | 13 890 | 14 420 |